# Mohammad Taghi Massoudieh
Mohammad-Taghi Massoudieh (persisch محمدتقى مسعوديه, DMG Moḥammad-Taqī-ye Mas‘ūdīye; geboren am 10. April 1927 in Maschhad; gestorben am 2. Februar 1999 in Teheran) war ein iranischer Musikwissenschaftler, Musiker und Komponist.

## Leben
Als Kind lernte Massoudieh Violine. Mit 18 Jahren legte er in Maschhad ein wissenschaftliches Examen ab und erhielt mit 19 Jahren bereits ein Diplom der Literaturwissenschaft an der Hochschule Dar al-Fonun zu Teheran.
Weitere Studien führten ihn an die Fakultät für Rechtswissenschaften der Universität Teheran sowie an die dortige Nationale Hochschule für Musik. Im Jahr 1950 nahm er ein Diplom im Fach Rechtswissenschaften sowie ein Diplom der Musikhochschule entgegen. 1952 reiste er nach Paris, um sein Musikstudium am dortigen Konservatorium fortzusetzen. Im Jahr 1956 machte er im Alter von 29 Jahren seinen Bachelor-Abschluss im Fach Harmonie. Ein Jahr später wechselte er nach Leipzig, DDR, und schrieb sich an der dortigen Hochschule für Musik für das Fach Komposition ein. 1963 beendete er dieses Studium mit einer Abschlussarbeit und übersiedelte nach Köln, wo er an der dortigen Universität die Fächer Historische Musikwissenschaft bei Karl Gustav Fellerer und Musikethnologie (Vergleichende Musikwissenschaft) bei Marius Schneider belegte. Das Studium dieser Fächerkombination schloss er mit der Promotion ab und veröffentlichte seine Doktorarbeit 1968 unter dem Titel Āvāz-e Šūr – Zur Melodiebildung in der persischen Kunstmusik (s. Veröffentlichungen). Im folgenden Jahr nahm er Lehrtätigkeiten an der Abteilung für Musik der Universität Teheran und danach an der Universität der Künste sowie der Universität für Wissenschaft und Kultur auf, die er bis zu seinem Lebensende innehatte.
Massoudieh unterrichtete mehrere musikalische Spezialgebiete, die er selbst eingeführt hatte und die es vorher in Iran nicht gegeben hatte, darunter Geschichte der europäischen Musik, fortgeschrittene Harmonielehre sowie deren Praxis, Form und Analyse, aber auch Instrumentenkunde, Orchestrierung, Notentranskription und Fragestellungen zur Musikethnologie. Diese Tätigkeiten führten dazu, dass ihm der Ehrenname „Vater der Musikethnologie Irans“ zugesprochen wurde. In diesem Zusammenhang gilt er als Begründer der modernen Musikwissenschaft in Iran.

### Weitere musikwissenschaftliche Aktivitäten
Massoudiehs langjährige Forschungen galten der iranischen Kunst- und Regionalmusik, deren Ergebnisse er in mehreren Büchern und Artikeln veröffentlichte. Vergleichbares gilt für die regionalen Musiktraditionen in benachbarten Ländern, die er auf Tonträger aufgenommen hatte, ebenfalls veröffentlichte und in seinen Seminaren behandelte.

### Musikalisches Wirken
Mohammad Taghi Massoudieh schuf insgesamt 22 Musikwerke, die vor allem vom Symphonieorchester Teheran aufgeführt werden. Sie spiegeln einen Aspekt seines Schaffens im Hinblick auf seinen spezifischen chromatischen, heterophon orientierten Stil, der einerseits um ein tonales Zentrum kreist, zum anderen aber, im Sinne der postmodernen (europäischen) Klassik auch die scheinbar zugrunde gelegte Tonalität selbst verändert.
Als Komponist wurde er im westlichen Kulturraum vor allem durch sein Mouvement Symphonique bekannt.

### Tod
Mohammad-Taghi Massoudieh starb unerwartet und wurde im für die Künstler reservierten Bereich auf dem Teheraner Friedhof Behescht-e Zahra in Anwesenheit seiner Studenten und Schüler beigesetzt.

## Veröffentlichungen (Auswahl)
- Āvāz-e Šūr – Zur Melodiebildung in der persischen Kunstmusik. Regensburg 1968 (deutsch).
- Tradition und Wandel in der persischen Musik des 19. Jahrhunderts. In: Musikalische Kulturen Asiens, Afrikas und Ozeaniens im 19. Jahrhundert. Regensburg 1973, S. 73–93 (deutsch).
- Analyse von vierzehn Volksliedern Irans (تجزيه و تحليل چهارده ترانه محلى ايران, DMG Taǧzīye wa taḥlīl-e čahārdah tarāne-ye maḥallī-ye īrān). Verlag des Ministeriums für Kunst und Kultur, Teheran 1974 (persisch).
- mit Josef Kuckertz: Musik in Būšehr, Süd-Iran. 2 Bde., hrsg. v. Josef Kuckertz, Walter Salmen, Marius Schneider: NGOMA. Studien zur Volksmusik und außereuropäischen Kunstmusik. Bd. 2, Katzbichler, München/Salzburg 1976 (deutsch).
- Radif vocal de la musique traditionelle de l'Iran (رديف آوازى موسيقى سنتى ايران, DMG Radīf-e āwāzī-ye mūsīqī-ye sonnatī-ye īrān, ‚Gesungener Radif der traditionellen Musik Irans‘). Verlag des Ministeriums für Kunst und Kultur, Teheran 1978 (persisch, französisch).
- Die Musik von Torbat-e Dscham (موسيقى تربت جام, DMG Mūsīqī-ye torbat-e ǧām). Verlag Sorusch, Teheran 1980 (persisch).
- Die turkmenische Musik (موسيقى تركمنى, DMG Mūsīqī-ye torkamanī). Mahur-Institut, Teheran 1985 (persisch).
- Die Musik von Sistan und Belutschistan (موسيقى سيستان و بلوچستان, DMG Mūsīqī-ye sīstān wa balūčestān). Verlag Sorusch, Teheran 1985 (persisch).
- Melodieänderung und -entwicklung im gesungenen Radīf (تغيير و تحول ملودى در رديف آوازى ايران, DMG Taġyīr wa taḥawwol-e melōdī dar radīf-e āwāzī-ye īrān). Gedenkschrift für Mahmūd Karīmī, Teheran 1985 (persisch).
- Die Gründung der Musikethnologie (مبانى اتنوموزيكولوژى, DMG Mabānī-ye etnōmūzīkōlōžī). Vergleichende Musikwissenschaft (persisch موسيقى شناسى تطبيقى, DMG Mūsīqī-šenāsī-ye taṭbīqī). Verlag Sorusch, Teheran 1986 (persisch).
- Die religiöse Musik Irans. Bd. 1: Die Musik des Ta‘zīye[3] (موسيقى مذهبى ايران ـ كتاب اول: موسيقى تعزيه, DMG Mūsīqī-ye maẕhabī – Ketāb-e awwal: Mūsīqī-ye ta‘zīye). Verlag Sorusch, Teheran 1988 (persisch).
- Instrumentenkunde (سازشناسى, DMG Sāz-šenāsī). Verlag Sorusch, Teheran 2010 (persisch).
- Die Musikinstrumente Irans (سازهاى ايران, DMG Sāz-hā-ye īrān). Verlag Zarin wa Simin, Teheran 2004 (persisch).